# Maniquí pàl·lid
El maniquí pàl·lid (Lonchura pallida) és un ocell de la família dels estríldids (Estrildidae).

## Hàbitat i distribució
Habita praderies i conreus de les terres baixes de Wallacea, al nord i sud de Sulawesi i algunes illes properes, i les Illes Petites de la Sonda, a Lombok, Sumbawa, Flores, Sawu, Roti, Alor, Kisar, Romang, Sermata i Babar.